# Ben Howard
Ben Howard (ur. 24 kwietnia 1987 w Devonie) – brytyjski piosenkarz folk rockowy i twórca tekstów.
Wychowywany przez umuzykalnionych rodziców. Dzięki nim, już jako dziecko zetknął się z muzyką artystów z lat sześćdziesiątych i siedemdziesiątych (takich jak Joni Mitchell czy Bob Dylan). Miało to na niego ogromny wpływ i zapoczątkowało jego miłość do muzyki. Po ukończeniu King Edward IV Community College i Torquay Boys' Grammar School, a następnie krótkim pobycie na uniwersytecie w Kornwalli, Howard postanowił skupić się na tworzeniu muzyki. Zaczął budować reputację nie tylko w hrabstwie Devon, ale również w innych częściach Wielkiej Brytanii. W końcu został poproszony o podpisanie kontraktu z Island Records.
W 2011 roku wydał album zatytułowany Every Kingdom. Na płycie znalazły się single Old Pine i The Wolves. Płyta ukazała się 6 października 2011 roku. W 2012 roku odbył trasę koncertową, promującą jego nowy album, po Ameryce i Wielkiej Brytanii. Współpracuje z Island Records i Communion Records.

## Dyskografia
Albumy studyjne
- Every Kingdom (2011)
- I Forget Where We Were (2014)
- Noonday Dream (2018)
- Collections From The Whiteout (2021)
- Is it? (2023)[6]

EP
- Games in the Dark (2008)
- These Waters (2009)
- Old Pine (2011)
- Ben Howard Live (2011)
- The Burgh Island (2012)

Single
- The Wolves (2011)
- Keep Your Head Up (2011)
- The Fear (2011)
- Only Love (2012)
- Old Pine (2012)
- I Forget Where We Were (2014)
- Conrad (2014)
- Another Friday Night (2018)
- Hot Heavy Summer (2018)
- Sister (2018)